# Fort MacKay/Firebag Aerodrome
Fort MacKay/Firebag Aerodrome är en flygplats i Kanada.   Den ligger i provinsen Alberta, i den centrala delen av landet, 2 700 km väster om huvudstaden Ottawa. Fort MacKay/Firebag Aerodrome ligger 425 meter över havet.
Terrängen runt Fort MacKay/Firebag Aerodrome är lite kuperad. Trakten runt Fort MacKay/Firebag Aerodrome är nära nog obefolkad, med mindre än två invånare per kvadratkilometer.. Det finns inga samhällen i närheten.
I omgivningarna runt Fort MacKay/Firebag Aerodrome växer i huvudsak barrskog.